# Abrocoma famatina
Abrocoma famatina é uma espécie de roedor da família Abrocomidae.
Endêmica da Argentina sendo conhecida apenas da Serra de Famatina, na província de La Rioja. É possível que se estenda ao sul da província de San Luis na Sierra del Valle Fertil e/ou Sierra Pie de Palo.